# Knihopis
Knihopis (celým názvem Knihopis českých a slovenských tisků od doby nejstarší až do konce 18. století) je soupis (bibliografie) jazykově českých prvotisků (tisky do roku 1500) a starých tisků (tisky z doby 1501–1800). Soupis založil knihovník Zdeněk V. Tobolka (1925 vyšel první díl věnovaný prvotiskům) a doposud je doplňován (přičemž od 90. let, resp. začátku 21. století existuje i jeho digitální verze).
Soupis navazuje na dílo Josefa Jungmanna Historie literatury české. Tobolka dílo rozvrhl na dva díly (prvotisky a staré tisky), přičemž rozsáhlejší díl věnovaný starým tiskům byl členěn na sešity a tisky byly řazeny abecedně a poslední sešit základního katalogu vyšel roku 1967. V podstatě od počátku začaly vznikat dodatky, a to abecední a číselné. Zprvu se o Knihopis starala Národní knihovna České republiky, digitální Knihopis začal připravovat Kabinet pro klasická studia Filozofického ústavu AV ČR. Od roku 2015 převzala digitální Knihopis Národní knihovna (je dostupný v katalozích a databázích NK ČR).
Vedle vlastního soupisu vznikala i tematická řada Příspěvky ke Knihopisu, kde autoři publikovali stati o dílčích problémech starších tisků, tiskařů a tiskáren. Za Františka Horáka (nástupce Tobolky v čele redakce Knihopisu) také vznikl soupis bohemikálních jazykově nečeských starých tisků (Bibliografie cizojazyčných bohemikálních tisků 1501-1800).

## Vydaný Knihopis
- Knihopis československých tisků od doby nejstarší až do konce XVIII. století. Díl I., Prvotisky (do r. 1500). Text, tabule. Praha, 1925.

- Knihopis českých a slovenských tisků od doby nejstarší až do konce XVIII. století. Díl II., Tisky z let 1501-1800. Praha, 1939-1967.
  - Část I. Písmeno A, Dodatky k dílu I. Redigoval Zdeněk Tobolka. Praha, 1939.
  - Část II. Písmena B-Č. Praha, 1941.
  - Část III. Písmena D-J. Praha, 1946.
  - Část IV. Písmena K-L. Praha, 1948.
  - Část V. Písmena M-O. Redigoval František Horák, odborná spolupráce Zdeněk Václav Tobolka. Praha, 1950.
  - Část VI. Písmeno P-PÍSEŇ. Redigoval František Horák. Praha, 1956.
  - Část VII. Písmena PÍSNĚ-Ř. Praha, 1961.
  - Část VIII. Písmena S-V. Praha, 1965.
  - Část IX. Písmena W-Ž. Praha, 1967.

## Vydané Dodatky
- Knihopis českých a slovenských tisků od doby nejstarší až do konce XVIII. století. Dodatky. Díl I., Prvotisky (do r. 1500). Editor Emma Urbánková. Praha, 1994.

- Knihopis českých a slovenských tisků od doby nejstarší až do konce XVIII. století. Dodatky. Díl II., Tisky z let 1501-1800.
  - Část I. Písmeno A. Editor Bedřiška Wižďálková. Praha, 1994.
  - Část II. Písmeno B-Č. Praha, 1995.
  - Část III. Písmeno D-J. Praha, 1996.
  - Část IV. Písmeno K-L. Praha, 1998.
  - Část V. Písmeno M-O. Praha, 2000.
  - Část VI. Písmeno P-PÍSEŇ. Praha, 2006.
  - Část VII. Písmeno PÍSNĚ-Ř. Redaktoři Jan Andrle, Vladimír Jarý. Praha, 2008.
  - Část VIII. a IX. Písmeno S-Ž. Praha, 2010.